# Bettlach, Haut-Rhin
Bettlach är en kommun i departementet Haut-Rhin i regionen Grand Est (tidigare regionen Alsace) i nordöstra Frankrike. Kommunen ligger i kantonen Ferrette som tillhör arrondissementet Altkirch. År 2022 hade Bettlach 303 invånare.

## Befolkningsutveckling
Antalet invånare i kommunen Bettlach
| Referens: INSEE |